# Тейлорс (Південна Кароліна)
Тейлорс (англ. Taylors) — переписна місцевість (CDP) в США, в окрузі Грінвілл штату Південна Кароліна. Населення — 23 222 особи (2020).

## Географія
Тейлорс розташований за координатами 34°54′52″ пн. ш. 82°18′50″ зх. д. / 34.91444° пн. ш. 82.31389° зх. д. (34.914312, -82.313906).  За даними Бюро перепису населення США в 2010 році переписна місцевість мала площу 27,82 км², з яких 27,71 км² — суходіл та 0,10 км² — водойми.

## Демографія
Згідно з переписом 2010 року, у переписній місцевості мешкало 21 617 осіб у 8632 домогосподарствах у складі 5994 родин. Густота населення становила 777 осіб/км².  Було 9168 помешкань (330/км²).
Расовий склад населення:
| - 76,9 % — білих - 14,9 % — чорних або афроамериканців - 2,5 % — азіатів - 0,2 % — корінних американців - 0,1 % — вихідців з тихоокеанських островів - 3,3 % — осіб інших рас |

До двох чи більше рас належало 2,0 %. Частка іспаномовних становила 8,3 % від усіх жителів.
За віковим діапазоном населення розподілялося таким чином: 24,6 % — особи молодші 18 років, 61,8 % — особи у віці 18—64 років, 13,6 % — особи у віці 65 років та старші. Медіана віку мешканця становила 36,9 року. На 100 осіб жіночої статі у переписній місцевості припадало 89,7 чоловіків;  на 100 жінок у віці від 18 років та старших — 84,5 чоловіків також старших 18 років.
Середній дохід на одне домашнє господарство  становив 59 216 доларів США (медіана — 49 283), а середній дохід на одну сім'ю — 67 489 доларів (медіана — 60 214). Медіана доходів становила 41 018 доларів для чоловіків та 33 378 доларів для жінок. За межею бідності перебувало 16,3 % осіб, у тому числі 29,9 % дітей у віці до 18 років та 6,9 % осіб у віці 65 років та старших.
Цивільне працевлаштоване населення становило 10 411 осіб. Основні галузі зайнятості: освіта, охорона здоров'я та соціальна допомога — 20,5 %, виробництво — 18,8 %, науковці, спеціалісти, менеджери — 14,3 %, роздрібна торгівля — 10,9 %.